# Oneohtrix Point Never
Oneohtrix Point Never, vlastním jménem Daniel Lopatin, (* 25. července 1982) je americký hudebník, skladatel a producent. Narodil se v massachusettském městě Wayland do rodiny ruských přistěhovalců. Studoval na Hampshire College a následně, po odchodu do New Yorku, na Prattově institutu. Své první album nazvané Betrayed in the Octagon vydal roku 2009. Později vydal několik dalších desek. Roku 2012 vydal kolaborativní album s Kanaďanem Timem Heckerem nazvané Instrumental Tourist. Jako producent se podílel na albu Hopelessness (2016) transgenderového zpěváka Anohniho. Rovněž se věnoval skládání filmové hudby.